# Massively Multiuser Online Learning
MMOL (Massively Multiuser Online Learning) se define como aquellos nuevos entornos de aprendizaje 3D en los que diversas personas, tanto estudiantes como profesores, puedan interactuar entre sí en un entorno virtual que permita la recreación de escenarios y contextos relacionados con la materia de estudio.
El uso de entornos 3D para el aprendizaje es una nueva forma de hacer que pretende transformar las tradicionales vías del aprendizaje electrónico.
El término MMOL recuerda al concepto químico de MOL, como unidad básica que mide la cantidad de sustancia. En este caso, más que de sustancia, se trata de aprendizaje, entendiendo que el fundamento de todo entorno de educación en línea 3D se apoya en el uso de microcontenidos inmersos en entornos virtuales colaborativos. Es decir, el microcontenido identificado en alguno de los microformatos reconocidos por las herramientas MMOL es la unidad básica de estos entornos. Los microformatos MMOL podrán ser los mismos que los utilizados en la Web 2.0, pero deberán mejorar su meta-descripción para poder ser reutilizados intensamente en cualquier escenario virtualizado, o en su defecto, adaptados a las condiciones particulares de un contexto concreto.

## Fundamentos Psicopedagógicos de los entornos MMOL
Parece evidente que el modelo pedagógico subyacente se plantea sobre los postulados del "aprendizaje situado" o contextualizado en un primer momento,  revisado oportunamente por George Siemens a través de su "Teoría del conectivismo".
Del Aprendizaje Situado ha tomado el hecho de que la construcción del conocimiento tiene una alta dependencia de la interacción cognitiva individual y social, de modo que tanto la internalización como la transferencia del conocimiento se producen a instancias de la interacción social, por lo que el individuo aprende en el contexto que está situado y en función de él mismo. En este caso el contexto se virtualiza.
El Conectivismo ha aportado una idea especialmente interesante en este contexto virtualizado: el aprendizaje no se produce sólo dentro de las personas, sino que se ha de admitir un aprendizaje 'extrínseco' al ser humano: en una base de datos, en un micro-contenido, un mundo virtual, un buscador, etc.
Desde esta perspectiva el concepto de patrón de aprendizaje ó mundos de aprendizaje y de repositorio de patrones ó mundos aparecen como términos novedosos tanto desde la disciplinas psico-pedagógicas, como las puramente técnico-informáticas.

## MMOL y Estrategias Educativas
A pesar de sentar sus bases en la contextualización del aprendizaje este término se debe considerar desde una perspectiva poliédrica por lo que a las estrategias educativas se refiere. Los vértices de este poliedro lo formarían:
- Procurar el desarrollo del Pensamiento estratégico: articulación y reflexión.
- Utilización de actividades de role-playing.
- Presentación de perspectivas múltiples.
- Colaboración y negociación social.
- Utilización de actividades de aprendizajes auténticos (tarea realista y significativa relevante para los intereses y objetivos del alumno.).
- Resolución de problemas, exploración y generación de hipótesis.
- Modelado y explicación de la construcción de esos modelos.

## Entornos MMOL
Sin duda alguna el más popular de todos los entornos del metaverso es Second Life. Sin embargo, uno de los que puede resultar más interesantes desde el punto de vista académico y científico es "croquet" al tratarse de un herramienta plenamente "open source" que permite la instalación de servidores de este software y su infraestructura en cada institución, universidad, etc.

Otros ejemplos de entornos MMOL son:
- realXtend.
- LearningSpaces.
- There.
- Active world
- Alice, para la creación de escenarios y contenidos 3D.

## Blogs sobre MMOL
- EduCroquet3D by Carlos Miguel Lorenzo.